# Przebieg zamachów z 11 września 2001

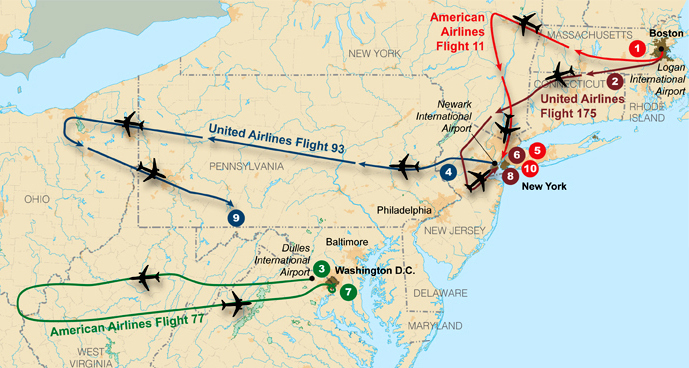
Trasy czterech porwanych samolotów wykorzystanych zamachach z 11 września

Przebieg zamachów z 11 września 2001
Godziny według czasu nowojorskiego (+6h – czas polski).

## Wtorek, 11 września 2001

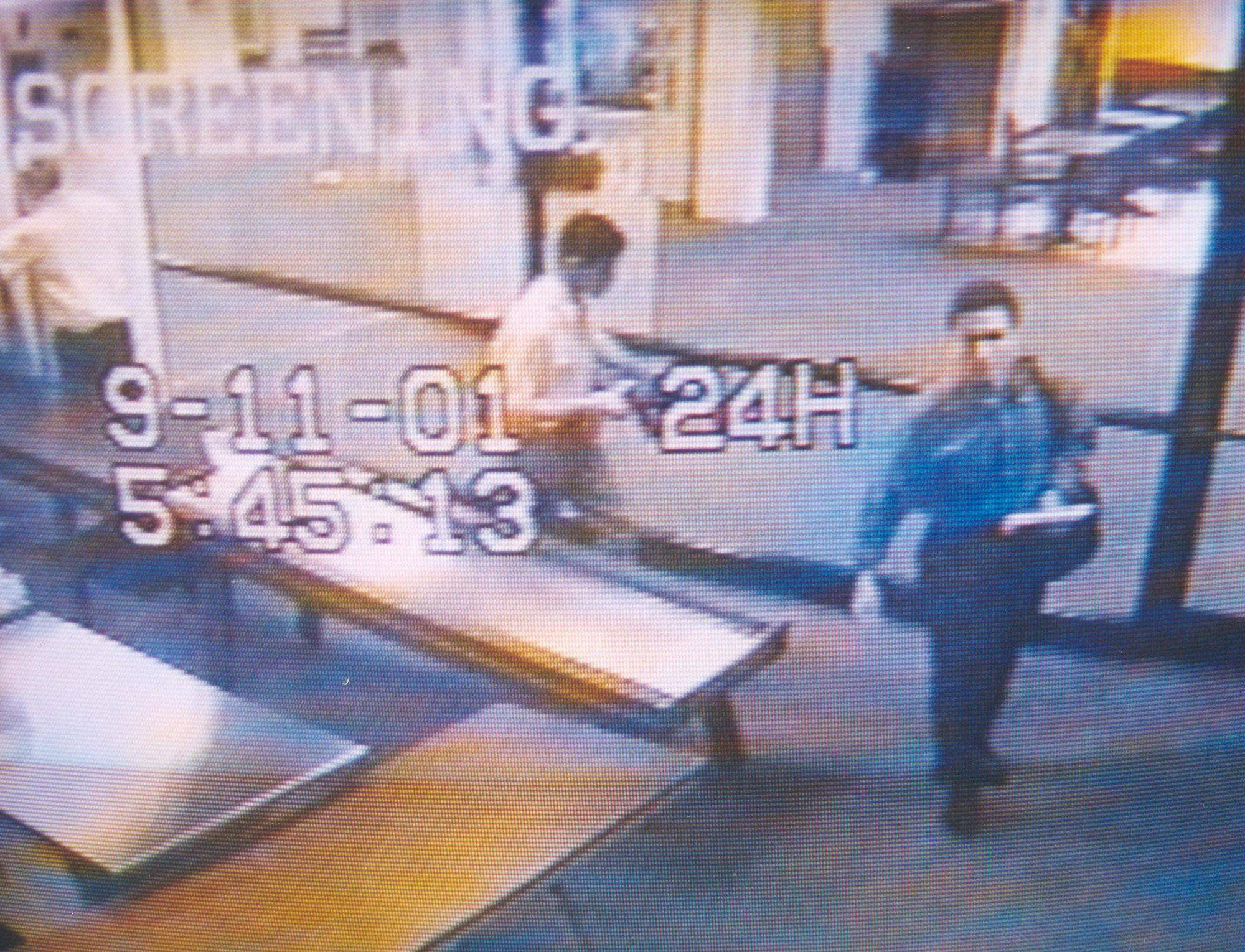
Muhammad Ata i Abdulaziz al-Omari na lotnisku Portland International Jetport

### 07:00
07:59: Lot nr 11 American Airlines, Boeing 767 ze zbiornikami pełnymi paliwa mający na pokładzie 81 pasażerów i 11 członków załogi, startuje z Logan International Airport w Bostonie w kierunku Los Angeles International Airport w Los Angeles. Wkrótce po starcie Mohamed Atta wykonał krótką rozmowę telefoniczną z Marwanem al-Shehhim lecącym rejsem nr 175. Atta i Alomari, wspólnik z lotu 11, przylecieli wcześniej z Portland International Jetport w Portland w stanie Maine.

### 08:00
08:10: Lot 77 American Airlines, Boeing 757 z 58 pasażerami i 6 członkami załogi startuje z Washington Dulles International Airport w kierunku Los Angeles.
08:13: Lot 11 zostaje przejęty przez porywaczy jako pierwszy z samolotów. Z nagrania przypisywanego Mohammedowi Atta: Niech nikt się nie rusza. Wszystko będzie OK. Jeśli spróbujecie wykonać jakiś ruch, narazicie na niebezpieczeństwo siebie i samolot. Po prostu zachowajcie spokój. Tor lotu zaczyna odbiegać od planowanego w kierunku południowym.
08:14: Lot 175 United Airlines, inny całkowicie zatankowany Boeing 767, wiozący 56 pasażerów i 9 członków załogi, startuje z portu lotniczego Boston Logan, także w kierunku Los Angeles.
08:20: Kontrolerzy z centrum lotów w Bostonie uznają, że Lot 11 został prawdopodobnie porwany.
08:25: Kontrolerzy z centrum lotów w Bostonie ostrzegają inne centra kontroli lotów w sprawie Lotu 11, jednak NORAD nie zostaje jeszcze powiadomiony.
08:37: Lot 175 dostrzega porwany Lot 11 w odległości 16 km na południe od siebie i melduje o tym kontrolerom.
08:40: FAA (Federal Aviation Administration) powiadamia NORAD o prawdopodobnym porwaniu Lotu 11. Niektóre źródła twierdzą, że powiadomienie mogło nastąpić już o 08:31. Niezależnie od dokładnej godziny, opóźnienie w przekazaniu informacji o Locie 11 do NORAD jest potem jednym z punktów śledztwa komisji kongresowej.
08:42: Lot 93 United Airlines, Boeing 757, startuje z 37 pasażerami i 7 członkami załogi z Newark International Airport w Newark w stanie New Jersey, w kierunku San Francisco International Airport w San Francisco, z 40-minutowym opóźnieniem spowodowanym zatłoczeniem pasów startowych. Ścieżka lotu początkowo przebiega blisko World Trade Center, zanim samolot oddali się na zachód.
08:42: Lot 175 zostaje porwany i zaczyna się poruszać na południe.
08:43: FAA powiadamia NORAD o prawdopodobnym porwaniu Lotu 175. NORAD, który prawdopodobnie ma nasłuch centrum w Bostonie, już o tym wie.
08:46:00: Oficer dyżurny NORAD wydaje rozkaz startu dwóch myśliwców F-15 z bazy USAF Otis w celu znalezienia porwanego samolotu AA11 kierującego się w stronę Nowego Jorku. Oficer dramatycznie pyta kontrolerów lotów i sam szuka dokładnego celu misji, gdyż w powietrzu są setki samolotów pasażerskich a porwany samolot ma wyłączony transponder.
08:46:40: Lot 11 uderza z prędkością 790 km/h w północną ścianę północnej wieży World Trade Center, między piętrami 93 i 99 – uderzenie zarejestrowały trzy prywatne kamery. Odrzutowiec dosłownie wbija się w wieżowiec, przeorując rdzeń budynku, rozrywając pokryte gipsem klatki schodowe i rozlewając paliwo lotnicze. Silna fala uderzeniowa przemieszcza się na sam dół i z powrotem. Paliwo i resztki samolotu ulegają zapaleniu. Ponieważ budynek nie ma tradycyjnego, pełnego szkieletu i opiera się niemal całkowicie na wytrzymałości wąskiego rdzenia idącego środkiem budynku, ogień w środku strefy uderzenia zagraża wszystkim wewnętrznym filarom. Ludzie znajdujący się poniżej ugodzonych miejsc zaczynają się ewakuować, ale nie są w stanie tego zrobić osoby znajdujące się powyżej tych miejsc.
08:46 do 10:29: Przynajmniej 100 osób, inne szacunki mówią o 250, głównie w północnej wieży, uwięzionych przez ogień na górnych piętrach, decyduje się na samobójczy skok. Są dowody, że duże środkowe fragmenty podłóg w pobliżu strefy uderzenia zapadły się po uderzeniu samolotu, prawdopodobnie utwierdzając ludzi w przekonaniu, że budynek zaraz się zawali. Znajdujący się na chodniku strażak Daniel Thomas Suhr zostaje uderzony przez jedną ze spadających osób i również ginie. Policyjny śmigłowiec przyleciał nad płonące wieże i dokonał próbnej oceny ewakuacji ludzi, ale ostatecznie nie mógł wylądować na żadnej z wież z powodu gęstego dymu i ognia na dachach.
08:49: Pierwsze wiadomości o wybuchu w kanałach telewizyjnych i radiowych. CNN przerywa nawet płatne reklamy. Nagłówki: World Trade Center disaster (Katastrofa w World Trade Center), Plane crashes into World Trade Center tower (Samolot rozbija się o wieżę World Trade Center). ABC przerywa regularny program o 8:51.
08:55 (ok.): Urzędnicy w nieuszkodzonej jeszcze południowej wieży World Trade Center stwierdzają, że budynek jest bezpieczny, i że pracownicy mogą powrócić do swoich biur. Niektórzy nie słyszą tego, inni ignorują i ewakuują się, jeszcze inni gromadzą się w dużych pomieszczeniach, jak klub na 78 piętrze.

### 09:00
09:01: Kierownik FAA w Nowym Jorku powiadamia centrum dowodzenia FAA w Herndon, że inny samolot jest już w podobnej sytuacji i potrzebne jest teraz natychmiastowe zaangażowanie wojska.

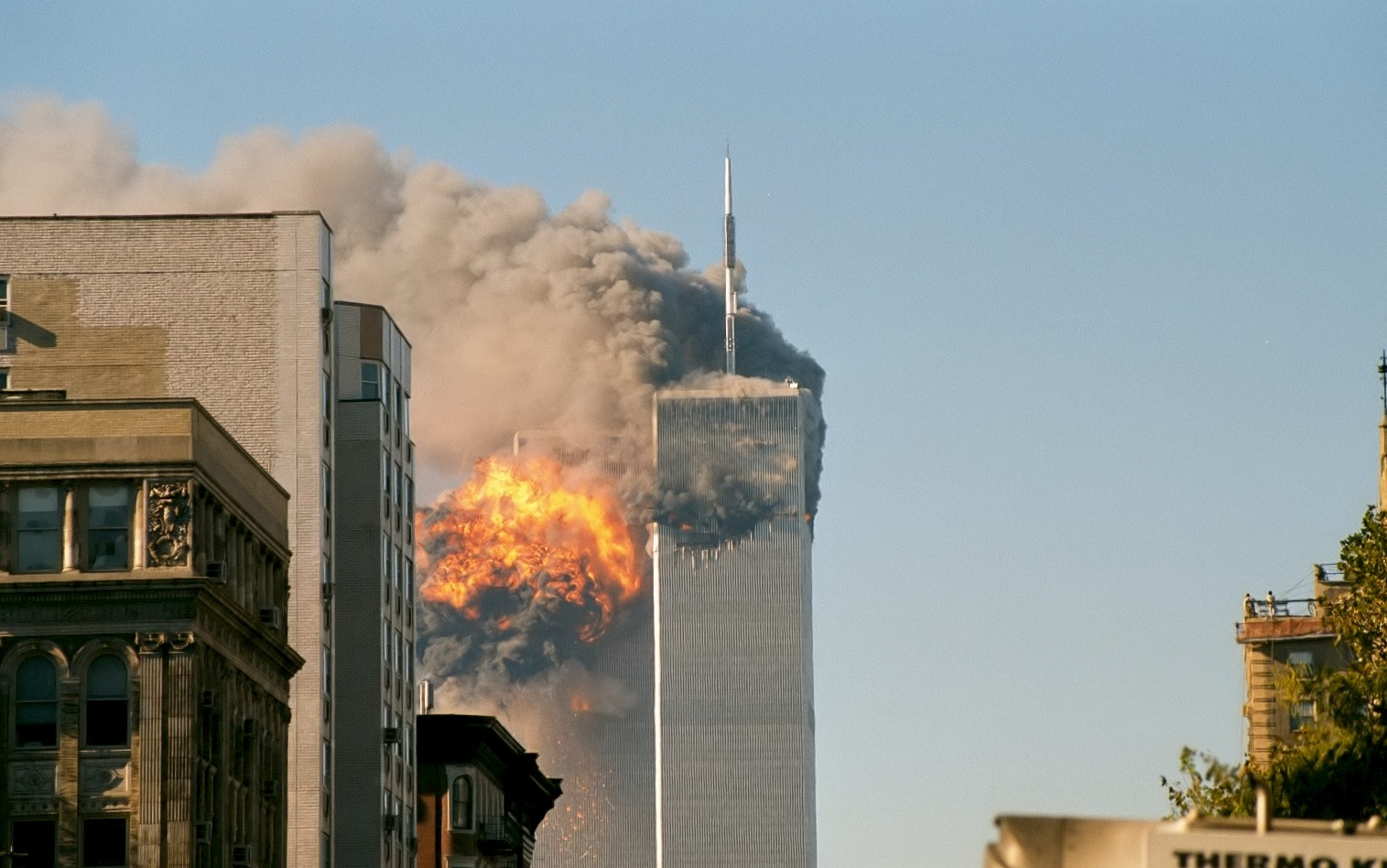
Eksplozja tuż po uderzeniu lotu 175 w południową wieżę WTC

09:02:57: Lot 175 uderza z prędkością 950 km/godz. w południową wieżę, trafiając ją między piętrami 78 i 84. Do tej chwili wiele kanałów informacyjnych relacjonuje już pierwsze uderzenie, miliony osób oglądają to na żywo. Części samolotu przebijają się przez budynek i wychodzą po stronie wschodniej i północnej, spadając na ziemię kilka budynków dalej. Rozpoczyna się masowa ewakuacja z południowej wieży, poniżej strefy uderzenia. Jedna z klatek schodowych pozostaje nienaruszona, ale jest wypełniona dymem. Wskutek tego niektóre osoby usiłują wydostać się na dach w oczekiwaniu powietrznej ewakuacji. CNN podaje: Second plane crashes into World Trade Center (Drugi samolot uderza w World Trade Center). W ciągu kilku minut staje się jasne, że to nie katastrofa, lecz zamach.

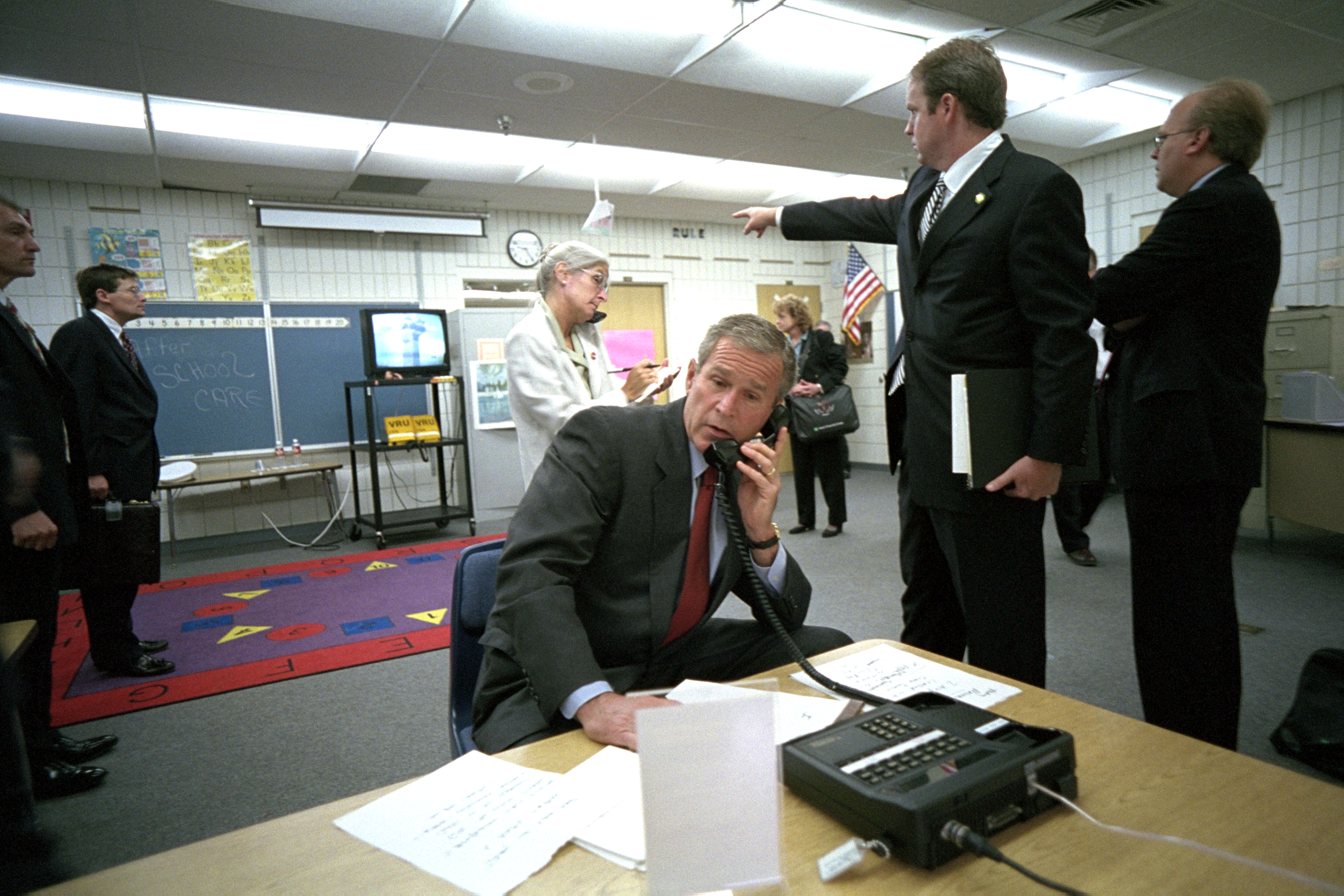
Prezydent George W. Bush w Emma E. Booker Elementary School w Sarasocie

09:03: Prezydent George W. Bush przyjeżdża do Emma E. Booker Elementary School w Sarasota (Floryda), w ramach zaplanowanej wizyty mającej promować politykę edukacyjną rządu amerykańskiego. Bush wie tylko tyle, że samolot uderzył w jedną z wież World Trade Center i postanawia nie zmieniać swojego rozkładu zajęć.
09:04 (około): Bostońskie Centrum Kontroli Ruchu Lotniczego wstrzymuje wszystkie odloty z lotnisk znajdujących się w jego jurysdykcji (Nowa Anglia i wschodnia część stanu Nowy Jork).
09:06: FAA zakazuje startów wszystkich lotów skierowanych do Nowego Jorku lub przelatujących przez jego przestrzeń powietrzną, oraz lotów w stronę sąsiadujących przestrzeni powietrznych Bostonu, Cleveland i Waszyngtonu. Zakaz pokrywa północno-wschodnią część kraju, od Karoliny Północnej, i sięga na zachód aż do wschodniego Michigan.
09:06: Po krótkim wprowadzeniu prezydent Bush zamierza rozpocząć czytanie lektury dla uczniów szkoły, gdy szef jego personelu Andrew Card szepcze mu do ucha: A second plane hit the other tower, and America’s under attack. (Następny samolot uderzył w drugą wieżę, Ameryka jest atakowana). Prezydent decyduje się kontynuować czytanie i nie alarmować uczniów.
09:08: FAA zakazuje w całym kraju lotów skierowanych w przestrzeń powietrzną Nowego Jorku.
09:16: Bush opuszcza klasę, w której przebywał od 9:03, i szybko przechodzi do innej, prowadzony przez agentów tajnych służb. Jest tam telefon, telewizor pokazujący relacje z miejsca ataku, i kilku czołowych członków personelu. Bush zbiera informacje i przygotowuje krótkie notatki.
09:24: FAA powiadamia północno-wschodni oddział NORAD o podejrzeniu porwania Lotu 77 American Airlines. FAA i NORAD ustanawiają gorącą linię, aby rozpatrzyć przypadki Lotu 77, a wkrótce potem Lotu 93.
09:26: FAA zabrania lotów wszystkich cywilnych samolotów w przestrzeni powietrznej całego kraju.
09:28: Porywacze atakują kokpit Lotu 93 i przejmują samolot. Atak jest słyszany przez kontrolerów lotu w Cleveland.
09:29: Prezydent Bush wygłasza swoje pierwsze publiczne oświadczenie, wobec 200 nauczycieli i uczniów szkoły Emma E. Booker Elementary School. Stwierdza, że wraca do Waszyngtonu, i że miała miejsce narodowa tragedia, po czym prosi o chwilę ciszy. Po przemówieniu kieruje się do Sarasota-Bradenton International Airport, gdzie oczekuje go samolot prezydencki Air Force One.
09:35: Lot 93 zawraca i leci na wschód.

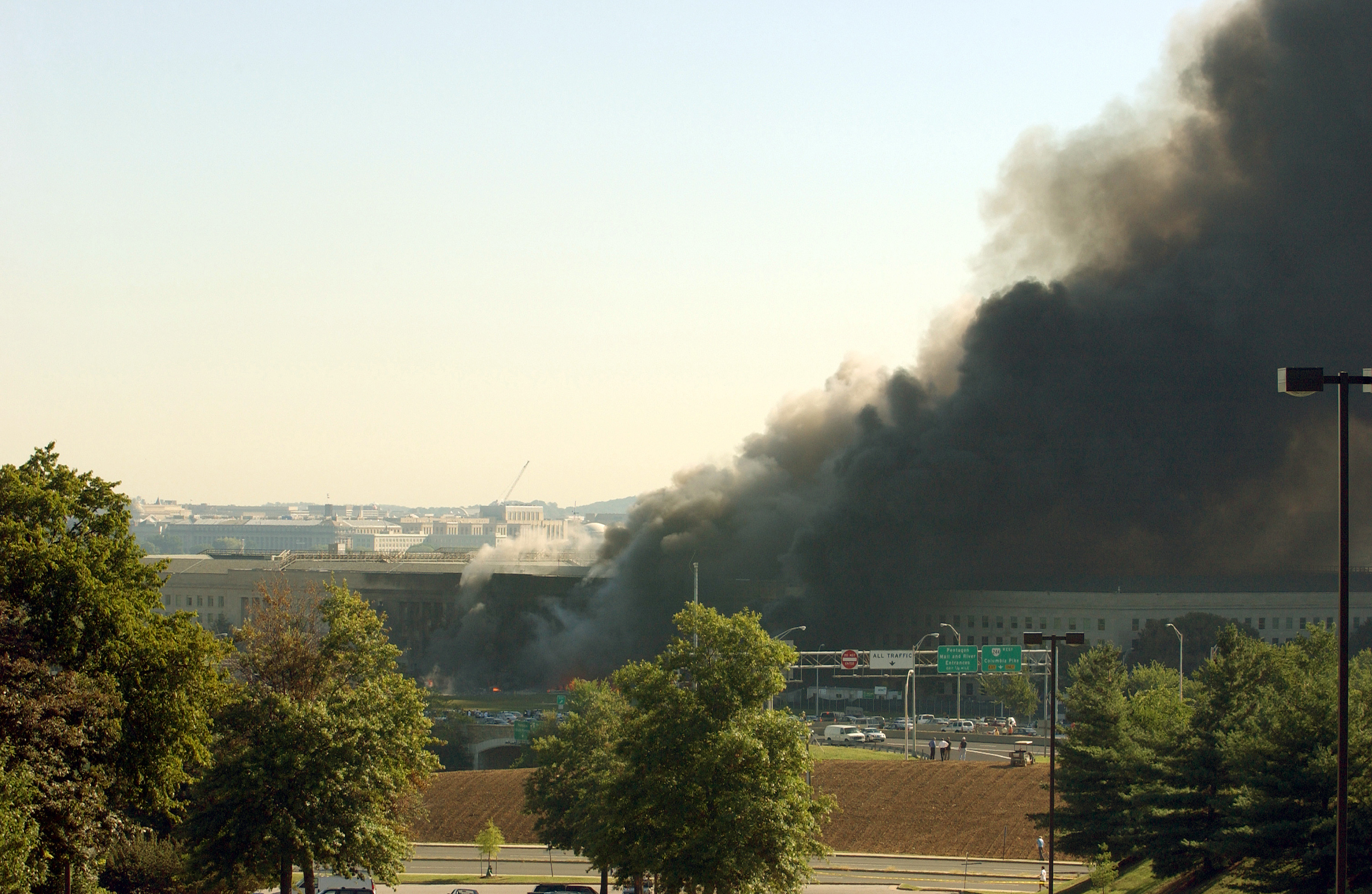
Płonący Pentagon

09:37:46: Lot 77 American Airlines rozbija się o zachodnie skrzydło Pentagonu, wzniecając gwałtowny pożar. Ten fragment Pentagonu jest świeżo odnowiony i zawiera głównie niezajęte biura. Giną wszystkie 64 osoby na pokładzie samolotu i 125 osób z personelu Pentagonu.
09:39: NBC donosi o pożarze Pentagonu – to pierwsza informacja o zdarzeniu.
09:40: CNN donosi o pożarze Pentagonu.
09:45: Przestrzeń powietrzna Stanów Zjednoczonych zostaje zamknięta. Żaden cywilny samolot nie może wystartować, a wszystkie samoloty znajdujące się w powietrzu mają nakaz natychmiastowego lądowania w najbliższym porcie lotniczym. Wszystkie samoloty lecące w stronę Stanów Zjednoczonych są kierowane do Kanady. Później FAA ogłasza, że loty cywilne są zawieszone przynajmniej do południa 12 września. Uziemienie trwa do 14 września, ale są wyjątki dla członków rodziny królewskiej Saudów, którzy obawiają się kary za pozostanie w USA. Loty wojskowe i medyczne trwają bez zakłóceń. To czwarty w historii przypadek zawieszenia wszystkich komercyjnych lotów i pierwszy niezaplanowany. Poprzednie były związane z działaniami armii (Sky Shield I-III w latach 1960–1962).
09:45: Biały Dom i Kapitol zostają zamknięte i ewakuowane.
09:50: (około). Associated Press donosi, że Lot 11 został prawdopodobnie porwany po starcie z bostońskiego Logan Airport. W ciągu godziny zostaje to potwierdzone w odniesieniu zarówno do Lotu 11, jak i Lotu 175.
09:52: Orio Joseph Palmer, dowódca 7 batalionu straży pożarnej dociera do pożaru na 78 piętrze południowej wieży. Ma opracowany plan ugaszenia pożaru na tym piętrze. Przekazuje meldunek szacujący możliwość ugaszenia obu pożarów dwoma liniami. Przekazuje również meldunek „Liczne 10-45 Code 1” oznaczający w kodach Departamentu Ogniowego Nowego Jorku śmiertelne ofiary od ognia.
09:57: Prezydent Bush opuszcza Sarasotę na pokładzie Air Force One. Samolot osiąga wysokość przelotową i krąży przez 40 minut, gdy tymczasem ustalany jest kierunek lotu.
09:58: Pasażerowie wszczynają bunt na pokładzie Lotu 93.
09:59:04: Na oczach telewidzów z całego świata zawala się południowa wieża World Trade Center.

### 10:00
10:00 Stacje telewizyjne przerywają nadawanie programów rozrywkowych i pokazują przebieg wydarzeń zamachu.
10:03: Lot 93 zostaje rozbity przez porywaczy na południowy wschód od Pittsburgha, w hrabstwie Somerset. Inne doniesienia mówią o godzinach 10:06 lub 10:10. Zgodnie z danymi sejsmograficznymi czasem uderzenia jest 10:06:05, ale zapisy czarnej skrzynki i przynajmniej jedna rozmowa telefoniczna z pokładu samolotu przemawiają za 10:03. Późniejsze raporty wskazują, że pasażerowie rozmawiający z pokładu samolotu dowiedzieli się o atakach na World Trade Center i Pentagon i przynajmniej trzech zamierzało stawić czoła porywaczom. Walka została zarejestrowana przez magnetofon w kokpicie samolotu. Komisja kongresowa sądzi w swoim raporcie, że celem Lotu 93 był albo budynek Kapitolu, albo Biały Dom.
Raporty donoszą o świadku, który miał widzieć biały samolot przypominający myśliwiec, krążący nad miejscem upadku. Doniesienia takie mają ograniczoną wiarygodność, jakkolwiek myśliwce zostały posłane wcześniej nad obszar Waszyngtonu – samoloty te pozostawały jednak w obszarze powietrznym miasta.
10:10: Zawala się część budynku Pentagonu.
10:13: Tysiące osób są ewakuowane z kompleksu budynków ONZ w Nowym Jorku.
10:15 (około): Doniesienia mówią o wzięciu na siebie odpowiedzialności za ataki przez Ludowy Front Wyzwolenia Palestyny, ale wiadomość tę dementuje wkrótce jeden z przywódców ugrupowania.
10:28:31: Zawala się północna wieża World Trade Center. Nie przeżywa nikt powyżej miejsca uderzenia samolotu. Zniszczeniu ulega także pobliski hotel Marriott.

Symulacja chmury wydobywająca się z WTC

10:35 (około): Policja jest powiadomiona o bombie w samochodzie przed Departamentem Stanu w Waszyngtonie. Późniejsze doniesienia dementują tę wiadomość.
10:35: Air Force One z prezydentem leci do bazy lotniczej w Shreveport, w stanie Luizjana.
10:39: Pojawiają się doniesienia o innym porwanym odrzutowcu kierującym się w stronę Waszyngtonu. Myśliwce F-15 zostają rzucone do patrolowania przestrzeni powietrznej miasta, gdy inne gromadzą się nad Nowym Jorkiem, z rozkazem (wydanym przez wiceprezydenta Dicka Cheneya) zestrzelenia każdego samolotu, który nie wykonałby rozkazów przekazanych mu przez radio.
10:45: CNN donosi o rozpoczęciu masowej ewakuacji w Waszyngtonie i Nowym Jorku. Kilka minut później burmistrz Nowego Jorku nakazuje ewakuację dolnego Manhattanu.
10:50: Pięć kondygnacji w części Pentagonu zawala się wskutek pożaru.
10:53: Zawiesza się prawybory w Nowym Jorku.

### 11:00
11:15 (około): Doniesienia o zestrzeleniu jakiegoś obiektu nad Waszyngtonem przez samoloty F-15. Nie było ich późniejszego potwierdzenia.
11:16: Linie American Airlines potwierdzają utratę swych dwóch samolotów.
11:17: Linie United Airlines potwierdzają utratę Lotu 93 i wyrażają „głęboką troskę” o Lot 175.
11:25: Zamknięcie Disneylandu na Florydzie.
11:53: Linie United Airlines potwierdzają utratę dwóch samolotów.
11:55: Stan gotowości na granicy USA z Meksykiem, nie zostaje ona jednak zamknięta.

### 12:00
12:00 (około): Prezydent Bush przybywa do bazy sił lotniczych Barksdale w Shreveport w stanie Luizjana. Wielu sądzi, że po tej przerwie w podróży powróci do Waszyngtonu. Bush wygłasza krótkie, nieoficjalne oświadczenie, iż terroryzm na amerykańskiej ziemi nie będzie tolerowany, mówiąc: Zaatakowano wolność i wolność będzie broniona.
12:02: Rząd afgańskich talibów potępia ataki.
12:04: Los Angeles International Airport, planowany cel Lotów 11, 77 i 175, zostaje zamknięte.
12:15: San Francisco International Airport, planowany cel Lotu 93, zostaje zamknięte.
12:15 (około): Przestrzeń powietrzna nad 48 przylegającymi do siebie stanami USA jest wolna od wszystkich lotów komercyjnych i prywatnych.

### 13:00
13:00 (około): W Pentagonie załogi strażaków nadal walczą z pożarami. Wczesna odpowiedź na atak koordynowana była z Narodowego Centrum Dowodzenia Wojskowego, lecz musiało ono zostać ewakuowane, gdy zaczął je wypełniać dym.
13:04: Prezydent Bush stawia amerykańskie wojska na całym świecie w stan gotowości. Przemawia z bazy lotniczej Barksdale i udaje się do schronu Strategicznego Dowodzenia Lotniczego w Nebrasce. Później tego dnia kilkoro komentatorów i dziennikarzy (zwłaszcza Peter Jennings z sieci ABC) wyrażają zniecierpliwienie posunięciami prezydenta. Gdy Jennings pyta korespondentkę ABC będącą na miejscu w Nebrasce o to, gdzie dokładnie przebywa prezydent, odpowiada ona: Peter, prezydent schował się w króliczej norze.
13:27: Burmistrz Waszyngtonu, Anthony A. Williams, ogłasza stan wyjątkowy; na miejsce przybywają oddziały Gwardii Narodowej.

### 14:00
14:30: Senator John McCain określa atak jako „akt wojny”.
14:49: Podczas konferencji prasowej burmistrz Nowego Jorku, Rudy Giuliani zostaje poproszony o oszacowanie liczby ofiar w World Trade Center. Odpowiada: Więcej niż ktokolwiek z nas jest w stanie znieść.

### 16:00
16:00: Wiadomości podają, że wysocy funkcjonariusze federalnych służb wywiadowczych twierdzą, iż w kwestii inspiracji ataku podejrzanym numer jeden jest Osama bin Laden.
16:25: Największe amerykańskie giełdy: New York Stock Exchange, NASDAQ i American Stock Exchange ogłaszają, że w środę 12 września będą zamknięte.

### 17:00

Zawalenie się budynku WTC7

17:20: 47-piętrowy budynek Salomon Brothers 7, potocznie zwany World Trade Center 7, który ucierpiał z powodu – jak to początkowo określano – „lekkiego uszkodzenia” podczas upadku bliźniaczych wież, zawala się. Nie był on projektowany przez tych samych architektów co Twin Towers. Był siedzibą specjalnego nowojorskiego centrum kryzysowego, które miało działać w takich właśnie sytuacjach jak atak 11 września.

### 18:00
18:00: CNN i BBC donoszą o strzelaninach i wybuchach w Kabulu w Afganistanie. Później podaje się, że lotnisko w Kabulu zostało ostrzelane z helikopterów przez wojska Sojuszu Północnego, zaangażowanego w wojnę domową z rządem talibów.
18:00: Władze Iraku w oficjalnym oświadczeniu wygłoszonym w państwowej telewizji ogłosiły, że zamach jest owocem „amerykańskich zbrodni przeciw ludzkości”.
18:54: Prezydent Bush przybywa do Białego Domu. Władza wykonawcza w państwie przez większość dnia spoczywała w rękach wiceprezydenta Dicka Cheneya.

### 19:00
19:00: Trwają wysiłki, by zlokalizować przysypanych gruzami Twin Towers żywych ludzi. Karetki zgromadzone w celu przetransportowania rannych do pobliskich szpitali stoją puste w oczekiwaniu. Akcja w Ground Zero leży wyłącznie w gestii nowojorskiej straży pożarnej i policji, gromadzą się tam jednak ochotnicy w celu jak najszybszego przerzucania gruzu. Są to zarówno specjaliści z zakresu budownictwa i konstrukcji stalowych, jak i krewni i przyjaciele ofiar lub prawdopodobnych ofiar. Wielu z nich rozwiesza powiększone zdjęcia zaginionych, komputerowe wydruki fotografii pojawiają się w całym mieście. Głównymi miejscami, w których gromadzą się oczekujący na wieści, są Arsenał Nowojorski przy Lexington Avenue i 26 Ulicy oraz Union Square Park przy 14 Ulicy.
19:30: Rząd USA odcina się od odpowiedzialności za eksplozje w Kabulu, o których donoszą wiadomości.

### 20:00
20:30: Prezydent Bush wygłasza orędzie do narodu z Białego Domu (tekst w jęz. angielskim dostępny pod tym adresem).
Ważniejsze zdania:
- Dziś nasi współobywatele, nasz styl życia, nasza wolność, zostały zaatakowane serią rozmyślnych śmiercionośnych aktów terroru.
- Ataki terrorystyczne mogą wstrząsnąć fundamentami naszych największych budynków, ale nie są w stanie tknąć fundamentów Ameryki. Ataki te kruszą stal, lecz nie mogą nadwerężyć stali amerykańskiej determinacji.

### 21:00
21:00: Prezydent Bush spotyka się z pełnym składem Rady Bezpieczeństwa Narodowego, a około pół godziny później z mniejszą grupą swych głównych doradców. Ich zdaniem za atakami stoi Osama bin Laden. Szef CIA, Tenet, mówi, że Al-Kaida i Talibowie w Afganistanie to jedno i to samo. Bush mówi do niego: Powiedz talibom, że z nimi skończyliśmy.